# استونی ریج (اوهایو)
استونی ریج (به انگلیسی: Stony Ridge) یک منطقهٔ مسکونی در ایالات متحده آمریکا است که در شهرستان وود، اوهایو واقع شده‌است. استونی ریج ۴٫۴ کیلومتر مربع مساحت و ۴۱۱ نفر جمعیت دارد.